# 王守澄
王守澄（8世纪—835年），唐朝中期宦官，活躍於憲、穆、敬、文四朝，曾三度參與皇帝的廢立，在朝中掌權達十五年之久。與朝廷朋黨勢力結合，賣官行為讓官場風氣為之敗壞。文宗時，以他為首的宦官集團與素來憎惡宦官的皇帝勢力發生多次激烈衝突，後來皇帝成功促成了宦官集團內部的分裂，終因失勢而被酖殺。而日後策動甘露之變的首謀李訓、鄭注便是由他引薦給皇帝，他的死直接或間接地預告了該事變的發生。與詩人王建是同宗，兩人頗有交情。有一弟王守涓。

## 生平

### 憲宗時期

#### 徐州監軍
王守澄來歷不詳，生年、雙親、籍貫皆不可考。最早的相關記載，是在憲宗元和末年時擔任武寧軍（一名感化軍，領徐、濠、宿三州）節度使李愬的監軍。經由李愬引薦，王守澄認識了精通醫術、善於論辯的鄭注，兩人言談投機，相見恨晚，旋即成為好友。監軍任期告一段落後，王守澄返回京城，鄭注亦陪同。

#### 擁立穆宗
王守澄起初侍奉太子李恆。當時憲宗身患重疾，病情開始有好轉的跡象，不料宦官陳弘慶（一作陳弘志）突然發難，於大明宮中和殿殺害了憲宗，據說王守澄也參與其中，隨後對外宣稱是皇帝無法承受藥力而暴斃。憲宗駕崩後，立即面臨繼位人選的問題，憲宗長子惠昭太子早於元和七年（812年）逝世，而三子李恆是憲宗屬意的繼承人，已立為太子，但其上尚有兄長澧王李惲，為求根絕後患，王守澄便與神策中尉梁守謙等合謀，派兵誅殺了澧王與擁護澧王的宦官吐突承璀。元和十五年（820年）閏二月，太子在王守澄等人的支持下順利即位，是為穆宗。

### 穆宗時期

#### 與李逢吉結盟
王守澄因功被封為樞密使，擔任皇帝與朝臣之間的溝通橋樑，得以參與機密，干預國政，擁有很大的權力，順便也將鄭注介紹給穆宗認識，頗受到青睞。當時朋黨領袖之一的李逢吉以重金賄賂王守澄，拉攏其為己用，兩人於是合作，朝廷無任何勢力能與之抗衡。穆宗僅在位四年便病逝，長子敬宗即位。

### 敬宗時期

#### 排抑李紳
李逢吉與翰林學士李紳素來交惡，李紳利用職務之便，經常當著皇帝的面批判李逢吉的奏章，讓他相當惱怒。恰巧李紳因故得罪了族子李虞，李虞便投靠逢吉一黨，並對外散佈不利於李紳的謠言，另一方面，王守澄亦不時向皇帝進讒言，謊稱當年穆宗駕崩後，李紳等人本欲立深王李悰為帝，年輕的敬宗不察是非，一氣之下貶其為端州司馬，但不久之後敬宗發現了穆宗的遺書，有一份李紳、杜元穎等人勸敬宗即位的奏章，於是誤會冰釋，化解了一場風波。

#### 昭義節度使繼位事件
素來跋扈的昭義軍節度使劉悟，臨終之前上書皇帝，要求讓其子劉從諫繼任節度使，朝廷對此有兩種不同的意見，反對派認為昭義軍地近京城，節度使人選應該朝廷指派為宜，而對藩鎮向來持姑息態度的李逢吉、王守澄一黨不想得罪對方，加上事先已收受劉悟的賂款，於是利用他們的影響力，迫使皇帝答應劉悟的請求。

#### 擁立江王
敬宗平時喜歡畋獵和打毬，尤好在夜間捕捉狐狸，稱之為「打夜狐」。某日夜獵回宮，與宦官劉克明、擊毬將蘇佐明等二十八人飲酒作樂，克明等人趁敬宗飲酒過量入內室更衣時，暗殺了敬宗，並矯詔讓絳王李悟暫時代理國事。劉克明欲進一步取代王守澄等人的地位，但王守澄和梁守謙等人卻抓準時機先發制人，先是前往十六宅迎來江王李涵，再派出神策軍和飛龍兵，將包含絳王及劉克明在內的一干人全數誅殺殆盡。立江王為帝，是為文宗。文宗即位後，梁守謙請求致仕，於是王守澄順理成章接任右神策中尉的職務，握有神策軍的控制權，一人兼掌軍政二權，確立王守澄在朝廷不可動搖的地位。

### 文宗時期

#### 宋申錫事件
文宗因見以王守澄為首的宦官日益跋扈，亟思除去心腹大患，決定與耿直忠厚的大臣宋申錫、宇文鼎等人合作。宋申錫旋即被拔擢為宰相，又起用了一批志同道合的大臣，他任命王璠為京兆尹，沒想到王璠臨陣倒戈，將此事洩密給王守澄的親信鄭注。鄭注於是先下手為強，先命令神策都虞候豆盧著持狀向文宗誣告，聲稱宋申錫欲與人望甚高的漳王李湊謀反，文宗早對漳王心存芥蒂，盛怒之下立刻命王守澄將宋申錫及其親信囚禁於神策軍的牢獄之中。然後文宗再召集大臣共商此事，文宗一心想處死申錫，但絕大多數大臣皆認為不可，建議應該將宋申錫和豆盧著交付司法審議，釐清真相再作定奪，鄭注認為此舉可能讓誣諂之計東窗事發，王守澄便聽從鄭注之言，說服皇帝以貶謫取代死刑，結果漳王與申錫分別被貶為巢縣公與開州司馬，申錫以下人等依舊處死。不久李湊與申錫也先後憂憤而死。

#### 訓、注聯手背叛
文宗在位期間，李德裕一黨得勢，李逢吉被貶為東都留守。在東都一段時間後，李逢吉一心想恢復相位，便讓族子李仲言（即李訓）攜帶黃金百萬前往賄賂鄭注，讓鄭注代為向王守澄說項，再由王守澄引介給皇帝。沒想到訓、注一見如故，兩人理念有許多共通之處，又不久前鄭注才因藥術受到皇帝寵信，此時李訓亦以長於解釋易理得到皇帝的青睞，兩人很快成為皇帝跟前的紅人。兩人與皇帝相處日久，知道文宗早有除去宦官的想法，而文宗認為兩人本由宦官提拔，與之合作不至於遭到懷疑，三人遂達成共識。
為了贏得王守澄的信賴，訓、注兩人先後貶謫了左神策中尉韋元素，樞密使楊承和及王踐言，但隨即發覺如此一來等於讓王守澄獨攬所有軍政大權，隨後又讓素與守澄有嫌隙的宦官仇士良擔任左神策中尉，以分化其權，王守澄對此頗為不滿。不久李訓封相，任命王守澄為左右神策軍觀軍容使，名義上這是神策軍中的最高職銜，但只是個沒有任何實權的名譽職，王守澄被澈底剝奪了兵權，有了神策軍作為後盾的文宗，遂於大和九年（835年）十月，命令宦官李好古帶著毒酒前往王守澄宅第，秘密酖殺了他。赠扬州大都督。不久其弟王守涓亦被文宗派出的人馬所殺。王守澄死後僅一個月，便爆發了著名的「甘露之變」。

## 掌權期間賄賂風氣盛行
從元和末至大和末年，王守澄掌控大權達十五年之久，期間公然收受賄賂，擅自賣官鬻爵，由鄭注居中牽線，位於善和里的鄭注宅邸終年門庭若市，人潮絡繹不絕，如王涯因賄賂而成為宰相；王播買得鹽鐵轉運使之職；鄭權也因賄賂得到廣州節度使之位。

## 與詩人王建的關係
詩人王建善寫宮廷閨怨詩，有《宮詞》百首傳世，因與王守澄同宗，故兩人時有往來，王守澄略長於王建，稱其為弟。王建詩中述及皇宮內的生活情形，多由深諳其事的王守澄所提供。某日王建酒後失言，罵了漢朝宦官造成黨錮之禍，因此影射，得罪了王守澄，事後感到很後悔，於是作了一首《贈王樞密》向王守澄陪罪，诗云“三朝行坐镇相随，今上春宫见小时。脱下御衣先赐著，进来龙马每教骑。长承密旨归家少，独奏边机出殿迟。自是姓同亲向说，九重争得外人知。”消弭一場事端。

## 延伸阅读
[在维基数据编辑]
 《舊唐書·卷184》，出自刘昫《舊唐書》
 《新唐書/卷208》，出自《新唐書》